# Håsjön (Vemdalens socken, Härjedalen, 695136-138807)
Håsjön är en sjö i Härjedalens kommun i Härjedalen och ingår i Ljungans huvudavrinningsområde. Sjön har en area på 0,841 kvadratkilometer och ligger 705 meter över havet.

## Delavrinningsområde
Håsjön ingår i det delavrinningsområde (694972-138833) som SMHI kallar för Utloppet av Håsjön. Medelhöjden är 760 meter över havet och ytan är 16,19 kvadratkilometer. Det finns inga avrinningsområden uppströms utan avrinningsområdet är högsta punkten. Vattendraget som avvattnar avrinningsområdet har biflödesordning 3, vilket innebär att vattnet flödar genom totalt 3 vattendrag innan det når havet efter 291 kilometer. Avrinningsområdet består mestadels av skog (41 procent), sankmarker (43 procent) och kalfjäll (11 procent). Avrinningsområdet har 0,84 kvadratkilometer vattenytor vilket ger det en sjöprocent på 5,2 procent.